# Copidosoma dioryctria
Copidosoma dioryctria är en stekelart som beskrevs av Dang och Wang 2002. Copidosoma dioryctria ingår i släktet Copidosoma och familjen sköldlussteklar. Inga underarter finns listade i Catalogue of Life.